# 布罗布里奇
布罗布里奇（英語：Breaux Bridge），也译布里奥克斯桥，是美国路易斯安那州下属的一座城市。根据2010年美国人口普查，该市有人口8,139人。建置上，属于“city”。
布罗布里奇以小龙虾闻名，号称“世界小龙虾之都”。每年五月，这里会举办布罗布里奇小龙虾节，期间有音乐演出、小龙虾品尝等活动。